# Бата (Екваторіальна Гвінея)
Бата — найбільше місто Екваторіальної Гвінеї, столиця континентального регіону країни (Ріо-Муні). Бата також є столицею провінції Літорал. Населення становить приблизно 250 000 осіб.
Це місто, розташоване на березі Атлантичного океану, — великий транспортний вузол, порт, звідки вантажні судна прямують до Малабо і Дуали. Місто відоме своїм повільним нічним життям, ринком й аеропортом.

## Економіка
У роки правління Іспанії економіка була зосереджена на експорті какао-бобів. З набуттям незалежності обсягу збору какао зменшились. Натомість територія навколо міста багата на деревину, яка й стала джерелом доходу.

## Клімат
Місто знаходиться у зоні, котра характеризується вологим тропічним кліматом. Найтепліший місяць — січень із середньою температурою 26.1 °C (79 °F). Найхолодніший місяць — липень, із середньою температурою 24.4 °С (76 °F).
| Клімат Бати             | Клімат Бати | Клімат Бати | Клімат Бати | Клімат Бати | Клімат Бати | Клімат Бати | Клімат Бати | Клімат Бати | Клімат Бати | Клімат Бати | Клімат Бати | Клімат Бати | Клімат Бати |
| Показник                | Січ.        | Лют.        | Бер.        | Квіт.       | Трав.       | Черв.       | Лип.        | Серп.       | Вер.        | Жовт.       | Лист.       | Груд.       | Рік         |
| Абсолютний максимум, °C | 34          | 33          | 33          | 33          | 33          | 32          | 31          | 31          | 31          | 31          | 31          | 32          | 34          |
| Середній максимум, °C   | 32          | 31          | 31          | 31          | 30          | 30          | 28          | 28          | 28          | 29          | 28          | 29          | 30          |
| Середня температура, °C | 26          | 25          | 25          | 26          | 25          | 25          | 24          | 24          | 24          | 24          | 24          | 25          | 25          |
| Середній мінімум, °C    | 20          | 20          | 20          | 21          | 20          | 20          | 20          | 20          | 20          | 20          | 21          | 21          | 20          |
| Абсолютний мінімум, °C  | 17          | 17          | 16          | 17          | 16          | 16          | 17          | 17          | 17          | 15          | 17          | 17          | 15          |
| Вологість повітря, %    | 88          | 86          | 87          | 87          | 86          | 86          | 84          | 85          | 88          | 91          | 89          | 88          | 87          |
| ----------------------- | ----------- | ----------- | ----------- | ----------- | ----------- | ----------- | ----------- | ----------- | ----------- | ----------- | ----------- | ----------- | ----------- |
| Джерело: Weatherbase    |             |             |             |             |             |             |             |             |             |             |             |             |             |